# European Network Exchange
L’association European Network Exchange (trad. : « échange de réseaux européen ») est un regroupement d’associations, de constructeurs et de sous-traitants automobiles européens.

## Historique

### L’association
L’Association ENX, fondée en 2000, est une association de droit français selon la loi de 1901. Ses sièges sont situés à Boulogne-Billancourt (France) et Francfort-sur-le-Main (Allemagne).
Les 15 membres de l'association, également représentés au conseil d'administration ENX, sont AUDI, BMW, BOSCH, CONTINENTAL, DAIMLER, FORD, MAGNA, PSA PEUGEOT CITROEN, RENAULT, VOLKSWAGEN ainsi que les associations automobiles ANFAC (Espagne), GALIA (France), SMMT (Royaume-Uni) et VDA (Allemagne). L’association peut décider d’accueillir de nouveaux membres sur simple demande, leur nombre total étant toutefois limité conformément aux statuts de l’association.

### Domaines d’activité
ENX est une association à but non lucratif qui régit le réseau de communication ENX standard au niveau juridique et d’organisation. Ce réseau offre aux entreprises participantes une plate-forme d’échange d’informations et d’initiation de projets préconcurrentiels de coopération dans le domaine des technologies de l’information. La motivation principale des industriels français et allemands lors de la création du standard, était de protéger la propriété intellectuelle tout en réduisant les coûts et en simplifiant les échanges de données dans l'industrie automobile.
Un des bénéfices avancé en faveur de la création d’une « Communauté de Confiance » pour les industriels est que, même si les entreprises protègent leurs propres infrastructures, des problèmes peuvent survenir dans les cas où des solutions de chiffrement ou d’authentification doivent être mises en œuvre entre différentes sociétés et doivent être reconnues réciproquement comme étant dignes de confiance. Les deux parties se retrouvent très souvent dans une impasse, lorsque chacune d'entre elles cherche à mettre en œuvre ses propres mécanismes, si ce n'est plus tôt. Cette situation est bien illustrée par l’exemple du chiffrement des courriels, en cas de conflit de règles de sécurité relatives à l'utilisation d’applications partagées et des milliers d'échanges de données non chiffrées. 
Le chiffrement des courriels en est un très bon exemple, avec le conflit de règles de sécurité relatives à l'utilisation conjointe de l’application avec des milliers de connexions non chiffrées. La solution : une infrastructure commune digne de confiance. FORD cite ainsi l’utilisation du réseau ENX pour communiquer avec les fournisseurs, comme un exemple sur la manière de réaliser des économies considérables par la consolidation et la standardisation.
La mise en œuvre d’exigences industrielles pour la sécurité informatique entre les entreprises est un autre champ d’action. Les sujets suivants en font partie : 
- Messagerie sécurisée (entre les entreprises),
- Cloud computing sécurisé (entre les entreprises),
- Protection de la propriété intellectuelle lors de développements collaboratifs (par exemple en utilisant  l’ERM (Enterprise Rights Management)).

L’Association ENX est membre du projet ERM.open de l’Association ProSTEP iViP et a déjà pris une part active au projet SP2 précédent avec Adobe, BMW, FH Augsburg, Continental, Daimler Fraunhofer IGD, Microsoft, PROSTEP, Siemens PLM, TU Darmstadt, TAC, Volkswagen et ZF Friedrichshafen.
Le projet SkIdentity, auquel participe l’Association ENX, a été désigné le 1er mars 2011 lors du salon IT CeBIT à Hanovre par le Ministère de l’Économie et de la Technologie comme étant l’un des 12 gagnants du concours technologique organisé par le Ministère, « un cloud computing sûr pour les moyennes entreprises et le secteur public - Trusted Cloud ». Avec la mise en place du programme Trusted Cloud, le Ministère veut encourager « le développement et l’expérimentation de solutions cloud innovantes, sécurisées et juridiquement conformes ».

### Présidents de l’Association ENX
Les présidents de l’Association ENX sont
- Philippe LUDET, RENAULT (depuis juillet 2019)
- Clive Johnson, Ford-Werke GmbH (depuis juin 2013- juillet 2019)
- Prof. Dr. Armin VORNBERGER (octobre 2005 - mai 2013)
- Hans-Joachim HEISTER, Ford-Werke GmbH (juillet 2001 - octobre 2005)
- Prof. Dr. Gunter ZIMMERMEYER, Verband der Automobilindustrie e.V. (juillet 2000 - juillet 2001)

### Les adhésions de l’Association ENX
L’Association ENX est membre des associations et organisations suivantes
- Automotive Industry Action Group (AIAG), Southfield, Michigan
- Bundesverband Informationswirtschaft, Telekommunikation und neue Medien e.V. (BITKOM)
- ProSTEP iViP e.V.

Des adhésions réciproques existent avec ANFAC, GALIA et SMMT

## Utilisation du réseau ENX

### Scénario d’utilisation
Le réseau de communication (du même nom) de l’industrie automobile européenne se base sur les normes établies par l’Association ENX concernant la sécurité, la disponibilité et l’interopérabilité. Ce réseau industriel garantit un échange sécurisé des données de développement, de contrôle de production et logistiques dans l’industrie automobile européenne.
L’industrie automobile est marquée par une forte coopération internationale et la nécessité pour les entreprises de coordonner des processus étroitement liés qui exigent une coordination précise et des échanges de données continus entre les partenaires. Cela rend nécessaire les « concepts de réseau mondial intégré ». ENX est décrit comme une plate-forme constituant la base préalable pour de tels modèles de production coopérative.
Une nouvelle orientation a été adoptée fin 2002. L’objectif était d’orienter le développement technique en fonction des exigences des utilisateurs sur une base cohérente, notamment pour les petites et moyennes entreprises. La mise en œuvre a duré plusieurs années. En juin 2004, les utilisateurs français déploraient l’absence de solutions d’entrée de gamme rentables dans le portfolio de France Télécom.
En mars 2011, plus de 1 500 entreprises de l’industrie automobile et d’autres secteurs dans plus de 30 pays utilisent le réseau ENX, disponible dans le monde entier.
Tous les protocoles et applications IP peuvent être utilisés sur le réseau. Le panel va de l’échange de données EDI classique jusqu’à la réalisation de vidéoconférences en passant par l’accès à des bases de données et aux échanges de courriels sécurisés. L’utilisation de protocoles de transfert de données EDI tels qu’OFTP (Odette File Transfer Protocol), OFTP2 et AS2 est répandue sur le réseau ENX. L’OFTP2, développé à partir de 2004, peut également être utilisé sur le réseau Internet public.
Selon la presse spécialisée, certains constructeurs automobiles exigent depuis 2010 l’utilisation d’OFTP2 par Internet, « plusieurs dizaines de milliers de fournisseurs » seraient concernés. Dans ce média accessible à chacun, le transfert de données sensibles devrait entraîner un investissement en sécurité beaucoup plus important, les coûts de changement et d’implémentation sont difficiles à estimer.

### Utilisation par les constructeurs automobiles
Liste des constructeurs automobiles qui ont une connexion ENX :
| Sociétés            | Connexion ENX en         |
| ------------------- | ------------------------ |
| Audi                | Allemagne                |
| Avtovaz             | Russie                   |
| BMW                 | Allemagne                |
| Chrysler            | États-Unis               |
| Daimler             | Allemagne                |
| Fiat                | Italie                   |
| Ford                | Allemagne États-Unis     |
| Ford Otosan         | Turquie                  |
| Honda               | États-Unis ANX seulement |
| Jaguar              | Royaume-Uni              |
| Land Rover          | Royaume-Uni              |
| MAN                 | Allemagne Turquie        |
| Opel                | Allemagne                |
| Porsche             | Allemagne                |
| PSA Peugeot Citroen | France                   |
| Renault Nissan      | France                   |
| Saab Automotive     | Pas de connexion ENX     |
| Seat                | Espagne                  |
| Scania              | Suède                    |
| Toyota              | Royaume-Uni              |
| Volkswagen          | Allemagne                |
| Volvo Cars          | N'utilise pas ENX        |

### Enregistrement: un prérequis avant utilisation
L'enregistrement auprès de l’Association ENX est la condition préalable à l’utilisation du réseau ENX. L’enregistrement peut être demandé directement auprès de l’Association ENX ou de l’un de ses représentants.

### Représentativité de l’Association ENX
L’Association ENX est représentée, dans certains pays et dans certains secteurs, par des associations et des organisations industrielles (appelées ENX Business Center). Ces organisations servent entre autres d’interlocuteurs pour les utilisateurs dans la langue du pays concerné, traitent les demandes d’enregistrement et sont responsables des autorisations initiales de nouveaux utilisateurs dans leur secteur de représentation respectif.
Avec ce mode de représentation, l’Association ENX donne la possibilité aux associations industrielles et aux organisations similaires de gérer des groupes d’utilisateurs de manière autonome et indépendante.
| Organisation    | Siège                | Pays du siège | Secteur représenté                           |
| --------------- | -------------------- | ------------- | -------------------------------------------- |
| GALIA           | Boulogne-Billancourt | France        | Industrie automobile française               |
| DGA             | Paris                | France        | Industrie de la défense et de l'aéronautique |
| ACAROM          | Bucarest             | Roumanie      | Industrie automobile roumaine                |
| Odette Schweden | Stockholm            | Suède         | Industrie automobile suédoise                |
| ANFAC           | Madrid               | Espagne       | Industrie automobile espagnole               |
| OSD             | Istanbul             | Turquie       | Industrie automobile turque                  |
| SMMT            | London               | Royaume-Uni   | Industrie automobile britannique             |

## Fonctionnement du réseau ENX

### Fonctionnement du réseau et des connexions

#### Fonctionnement au travers d'opérateurs de télécommunication certifiés
Le réseau ENX satisfait aux exigences de qualité et de sécurité des réseaux d’entreprises, tout en étant également aussi ouvert et flexible aux constructeurs automobiles, aux fournisseurs et à leurs partenaires de développement que le réseau Internet public. Les échanges de données entre les utilisateurs ENX s’effectuent au moyen d’un réseau privé virtuel (Virtual Private Network, VPN en anglais) chiffré à travers les réseaux des prestataires de communication certifiés dans ce but par l’Association ENX.
Le premier opérateur certifié était la filiale de Deutsche Telekom, DeTeSystem. Orange Business Services, Telefonica, Infonet ont suivi, ainsi que Verizon Business en 2007. En 2010, avec ANXeBusiness, BCC et Türk Telekom, ce sont trois autres entreprises qui se sont soumises avec succès à la certification ENX. Selon les renseignements de l’Association ENX, Open Systems AG est un opérateur supplémentaire, actuellement en cours de certification.
Les offres des opérateurs certifiés sont interopérables et fournis dans un environnement concurrentiel.

#### Vue d’ensemble des opérateurs certifiés conformément au standard ENX
| Certification | Entreprise                 | Pays du siège | Orientation géographique                    | Remarque                                             |
| ------------- | -------------------------- | ------------- | ------------------------------------------- | ---------------------------------------------------- |
| 2010          | ANXeBusiness               | États-Unis    | Amérique du Nord                            |                                                      |
| 2010          | BCC GmbH                   | Allemagne     | Environ 150 pays à travers le monde         | Services ENX également via le réseau Internet public |
| 2005          | Infonet Corp. / BT Infonet | États-Unis    | Environ 100 pays à travers le monde         | Activité ENX depuis 2011 par KPN International       |
| 2010          | KPN International          | Pays-Bas      | Environ 100 pays à travers le monde         | Anciennement Infonet Nederland                       |
| 2011          | Open Systems               | Suisse        | Environ 200 pays à travers le monde         | Services ENX via le réseau Internet public           |
| 2002          | Orange Business            | France        | France                                      |                                                      |
| 2001          | T-Systems GmbH             | Allemagne     | Allemagne, quelques pays à travers le monde |                                                      |
| 2010          | Türk Telekom               | Turquie       | Turquie                                     |                                                      |
| 2007          | Verizon Deutschland GmbH   | Allemagne     | Environ 150 pays à travers le monde         | Services ENX également via le réseau Internet public |

#### Processus de certification
Selon l’Association ENX, la certification s’effectue en deux étapes. Au cours de la première étape appelée phase de conception, l’Association ENX vérifie que le modèle d’exploitation ENX entrepris par l'opérateur répond aux spécifications techniques ENX. Lors de la seconde étape, l'opérateur implémente son modèle d’exploitation. En plus de l’organisation interne, la vérification porte également sur le contrôle de l’interopérabilité IPSec. Outre la vérification de l'organisation interne, l'interopérabilité IPSec est également testée dans le laboratoire d'interopérabilité IPSec appelé « ENX IPSec Lab ». De plus, le chiffrement ENX est mis en œuvre ainsi que la connexion aux opérateurs déjà certifiés, par l’intermédiaire de points de peering privés, appelés "Points d’Interconnexion ENX". Pour finir, l’application et le respect des spécifications ENX sont examinés lors d’un test pilote. Une préparation adéquate par l’opérateur doit permettre de procéder à la certification payante dans un délai de 3 à 4 mois environ.

### Fonctionnement des éléments centraux en arrière-plan
À la demande et sous le contrôle de l’Association ENX sont réalisés des services centraux qui servent à simplifier les connexions (« Interconnectivité ») entre les différents opérateurs certifiés et l'interopérabilité des matériels de chiffrement utilisés. Ils comprennent, les points appelés "Points d’interconnexion" ("ENX POI"), le laboratoire d’interopérabilité IPSec ("ENX IPSec Lab") et l'infrastructure à clés publiques ("ENX PKI") au sein du Centre de confiance ENX (ENX Trust Center).
Les "Points d’Interconnexion" sont établis avec une redondance géographique, reliés entre eux et exploités dans les centres informatiques des régions suivantes :
- Région Rhin-Main, Allemagne
- Île-de-France, France
- Côte Est des États-Unis

Ces éléments de fonctionnement centraux ne sont pas visibles pour les utilisateurs. Les clients reçoivent leur propre connexion comprenant un routeur IP, du matériel de chiffrement, du matériel de codage, un chiffrement de bout en bout et ininterrompu de chaque communication et des contrats de service individuels directement auprès de l’opérateur de télécommunication certifié choisi.

## Disponibilité mondiale

### Réseau JNX et ANXeBusiness en Amérique du Nord
JNX (Japanese Network Exchange) est un réseau de l’industrie automobile japonaise, similaire à l’ENX sur le plan technique et d’organisation. Son contrôle est exercé par le Centre JNX relié aux associations automobiles japonaises JAMA et JAPIA. JNX et ENX ne sont pas liés.
En revanche, entre le standard ENX et le réseau américain ANX développé dès les années 1990, il existe des différences techniques, d’organisation et commerciales considérables.

### Connexion entre l’Europe et l’Amérique du Nord

#### ENX en tant que standard commun depuis 2010
Le 26 avril 2010, l’Association ENX et le ANX eBusiness ont annoncé la connexion de leurs réseaux afin de créer un standard mondial dans l’industrie automobile,. De cette alliance est né un réseau industriel transatlantique regroupant plus de 1 500 entreprises et son fonctionnement effectif a démarré avec la fin de la phase pilote, le 26 mai 2010. 
D’après les déclarations concordantes de l’Association ENX et ANX eBusiness Corp., seul le standard ENX est utilisé pour les connexions transatlantiques tant en Europe qu’en Amérique du Nord. Dans leurs publications, ANX et ENX qualifient l’interconnexion comme étant gratuite pour les utilisateurs.

#### Différences entre ENX et ANX
Le réseau Nord Américain, appelé Automotive Network Exchange (ANX), est exploité par ANXeBusiness Corp. Également initié à l’origine par l’industrie automobile et exploité par un consortium, il a, à l’inverse d’ENX, été vendu et exploité par la suite en tant qu’entreprise de services classique à but lucratif.
ANX est un réseau physique dans lequel la disponibilité occupe le premier plan. En général, ANX est basé tout d’abord sur l’exploitation de connexions de lignes fixes avec des garanties de disponibilité élevée. ANX offre, avec le produit supplémentaire « TunnelZ », une gestion optionnelle du tunnel VPN qui n’est pas utilisée par tous les constructeurs et fournisseurs connectés au réseau. Dans le réseau ANX classique, la gestion des clés de codage s’effectue au moyen de Pre-Shared Key (PSK), tandis que le niveau de chiffrement est limité au DES.
ENX s’établit en tant que Service de Sécurité Managé qui intègre en permanence une gestion de tunnel standardisée, une infrastructure à clés publiques (PKI) basée sur un Trust Center et des mécanismes d’authentification et de chiffrement basés sur réseaux différents (de privé à public).
En fait, il n’y a dans le réseau ANX qu’un seul opérateur face au client, l’entreprise ANXeBusiness elle-même, alors que les services ENX sont proposés par différentes entreprises en concurrence.
Afin de relier malgré tous les réseaux, ANXeBusiness continue d’exploiter son propre réseau séparément et indépendamment d'ENX, mais il fournit à chaque utilisateur ANX qui le souhaite une connexion native ENX, incluant tous les critères de sécurité et de service exigés, via son propre réseau physique. ANX s’est soumis, dans ce but, à la certification et la surveillance par l’Association ENX et fait office d'opérateur certifié ENX.

#### Synthèse
Avec la certification de ANXeBusiness comme opérateur ENX, ENX et ANX utilisent les différences d’organisation précitées entre le consortium industriel à but non lucratif (ENX) d’une part et un opérateur (ANX) d’autre part, afin de connecter les deux réseaux. On ne peut pas pour autant parler d’interopérabilité réciproque étant donné qu’ANX prend en charge le standard ENX. Pour ANX, il est probable que de nouvelles perspectives de marché découlent de l’accès potentiel à tous les utilisateurs ENX. Dans le même temps, on peut supposer que le rapprochement avec ANX facilitera l’entrée sur le marché d’opérateurs ENX supplémentaires aux États-Unis et créera de la concurrence.

### Réseaux de communication de l’industrie automobile (organisations à but non lucratif)
- Association ENX : présente dans le monde entier
- JNX Center: Japon